# Publius Clodius Pulcher
Publius Clodius Pulcher (* um 92 v. Chr.; † 18. Januar 52 v. Chr. bei Bovillae) war ein zu den Popularen zählender Politiker der späten römischen Republik. Aus einem alten Patriziergeschlecht stammend, wechselte er zum Stand der Plebejer, um sich zum Volkstribunen wählen lassen und die Politik Gaius Iulius Caesars unterstützen zu können. Er versuchte, seine Ziele unter anderem mit Hilfe von organisierter Straßengewalt durchzusetzen, die ihn am Ende selbst das Leben kostete. Bis heute ist er vor allem wegen seiner langjährigen Fehde mit dem zu den Optimaten gehörenden  Marcus Tullius Cicero bekannt.

## Leben

### Herkunft und Familie
Clodius entstammte dem Zweig der Pulchri (lateinisch pulcher „der Schöne“) der patrizischen Familie der Claudier, die zum römischen Uradel gehörte. Seine Eltern waren Appius Claudius Pulcher, Konsul des Jahres 79 v. Chr., und Caecilia Metella. Nach seinem Übertritt zur Plebs nahm er den Gentilnamen Clodius, die plebejische Version von Claudius, an. Anders als seine beiden älteren Brüder Gaius und Appius folgten seine drei Schwestern diesem Beispiel und nannten sich von da an Clodia.
Von etwa 62 v. Chr. bis zu seinem Tod war Clodius mit der wohlhabenden Fulvia verheiratet. Ihrer Ehe entstammen die beiden Kinder Publius Claudius Pulcher und Clodia. Durch Fulvias folgende Ehe mit Marcus Antonius wurde Clodia zu dessen Stieftochter und zur Stärkung des Zweiten Triumvirats ab 43 v. Chr. für etwa zwei Jahre mit Octavian, dem späteren Kaiser Augustus verheiratet.

### Weg in die Politik und Bona Dea-Skandal
Knapp 20-jährig begleitete Clodius seinen älteren Bruder Appius und seinen Schwager, den Konsul Lucius Licinius Lucullus nach Kleinasien, um am Dritten Mithridatischen Krieg teilzunehmen. Im Winter 68./67. v. Chr. zettelte er dort, in Nisibis eine Meuterei gegen den unbeliebten Lucullus an, laut Plutarch, weil dieser ihn nicht mit dem gebührenden Respekt behandelt hatte. Die Affäre blieb für Clodius folgenlos, und er ging in die benachbarte Provinz Kilikien, in der ein anderer Schwager, Quintus Marcius Rex, als Prokonsul amtierte. Dieser übertrug ihm den Befehl über seine Flotte, um gegen die kilikischen Piraten vorzugehen, aber Clodius fiel diesen selbst in die Hände. Nach seiner Befreiung zog er sich ins seleukidische Antiochia zurück. Dort soll er bei einer weiteren von ihm angestifteten Revolte fast sein Leben verloren haben.

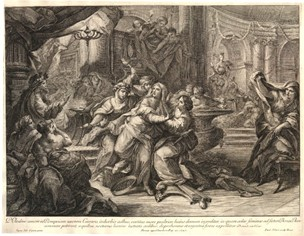
Clodius als Frau verkleidet in Caesars Haus (Darstellung aus dem 18. Jahrhundert)

Nach seiner Rückkehr nach Rom im Jahr 65 v. Chr. strengte er gegen Lucius Sergius Catilina ein Repetundenverfahren an. Entgegen den Behauptungen Ciceros, der aus verschiedenen Gründen (s. u.) Clodius zum Erzschurken stilisierte, gibt es keinen Grund anzunehmen, dass Clodius später in Catilinas Verschwörung gegen die Republik verwickelt war. Nach Plutarch (Cicero, 29) leistete er Cicero sogar jede Unterstützung und betätigte sich als einer seiner Leibwächter. Die Affäre um die Bona-Dea-Mysterien führte dann zum Bruch zwischen den beiden: Weil Männer bei den Mysterienfeiern nicht zugelassen waren, schlich Clodius sich im Dezember 62 v. Chr. in Frauenkleidern in das Haus des Pontifex Maximus, wo diese Feiern stattfanden. Oberpriester des römischen Staatskults war damals Caesar, mit dessen Frau Pompeia Clodius ein Verhältnis gehabt haben soll. Er wurde entdeckt und wegen incestum vor Gericht gestellt, wo der sittenstrenge, konservative Senator Marcus Porcius Cato die Anklage vertrat. Clodius entkam jedoch der Verurteilung, indem er die Geschworenen bestach. Ciceros belastende Aussagen dürften zum gespannten Verhältnis zwischen den beiden beigetragen haben. Die Anklage wegen incestum trug, wie in der Forschung vermutet wird, mit dazu bei, dass ihm später inzestuöse Beziehungen zu seinen Schwestern nachgesagt wurden.

### Übertritt zu den Plebejern und Volkstribunat

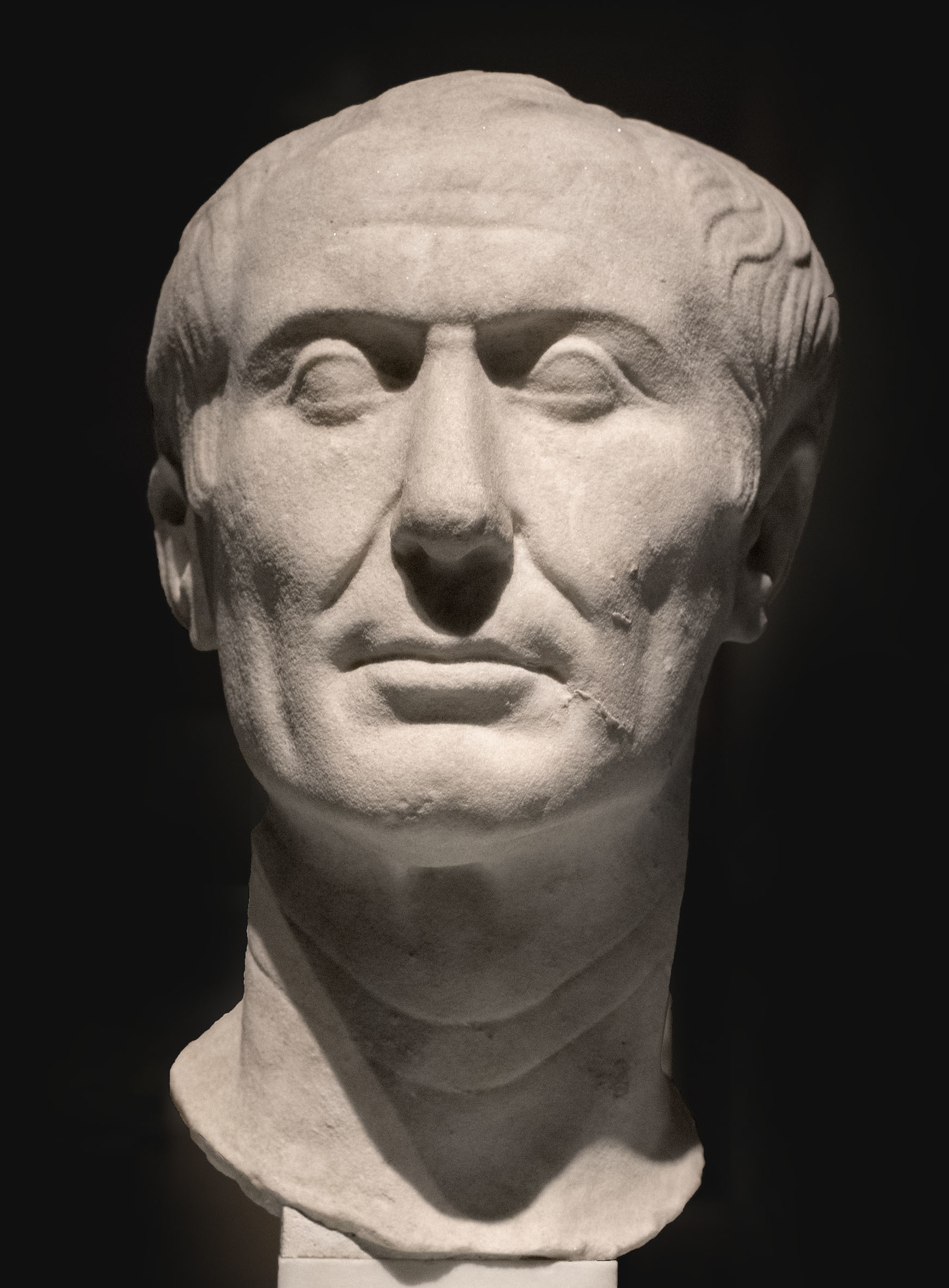
Zeitgenössische Porträtbüste Caesars

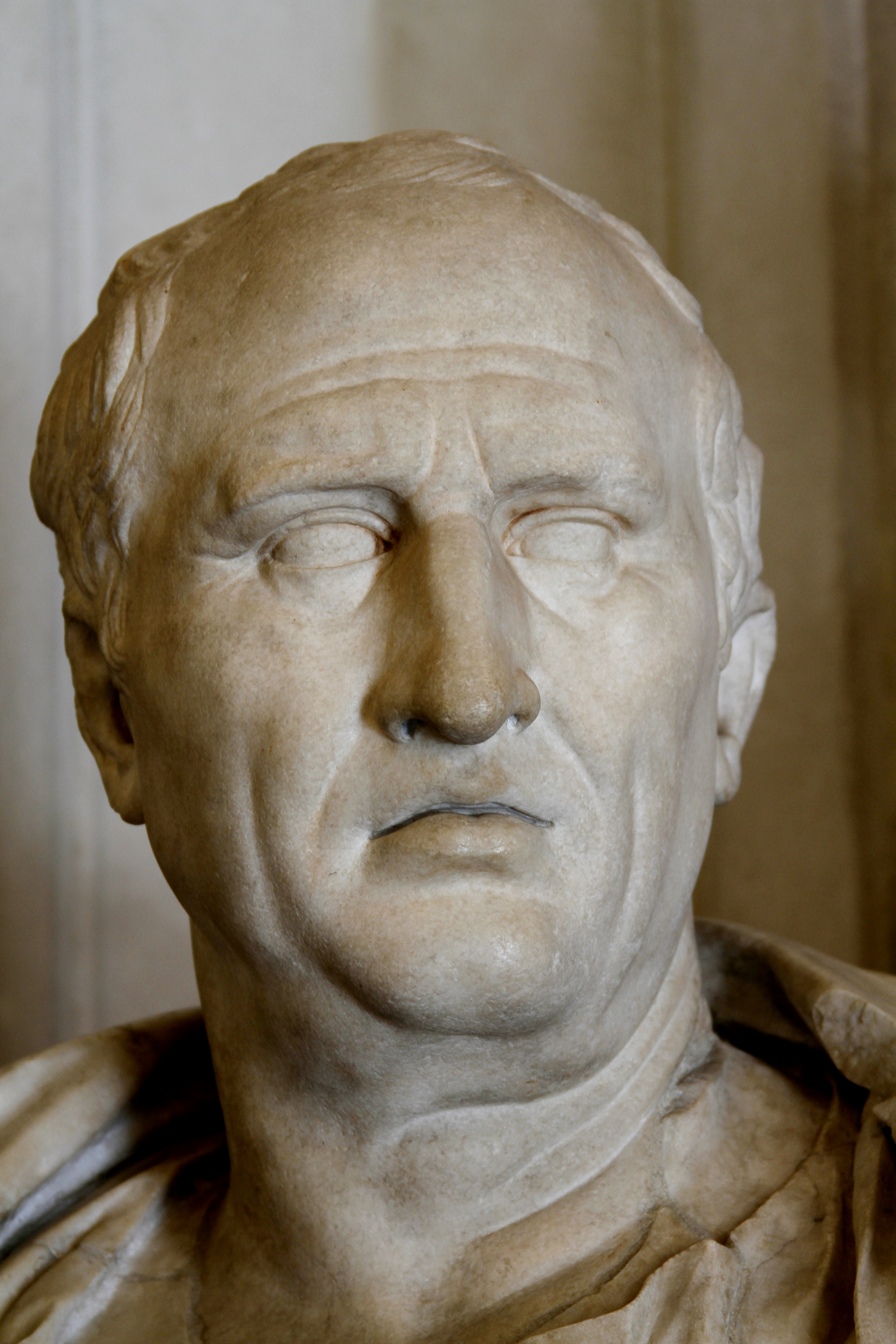
Büste Ciceros

Nach seiner Tätigkeit als Quästor in Sizilien (61 v. Chr.) strebte Clodius die Wahl zum Volkstribunen an. Die Inhaber dieses Amtes waren sakrosankt, besaßen ein Vetorecht gegen Gesetzesvorhaben und hatten großen Einfluss im Concilium plebis, der Volksversammlung. Da aber nur Plebejer das Amt bekleiden durften, verzichtete er auf seinen Rang als Patrizier. Dazu ließ er sich im März 59 v. Chr. von einem Plebejer namens Publius Fonteius adoptieren, der gerade einmal etwa 20 Jahre alt war. Dass Caesar, der damals das Konsulat innehatte, Clodius dabei unterstützte, soll laut Sueton (Divus Iulius, 20) geschehen sein, um Cicero zu schaden, der am selben Tag eine Rede gegen die politischen Verhältnisse unter dessen Herrschaft gehalten hatte. Tatsächlich dürfte es Caesars Absicht gewesen sein, einen erklärten Gegner Ciceros als politischen Verbündeten zu gewinnen.
Am 10. Dezember 59 v. Chr. trat Clodius sein Amt als Volkstribun an. Als erste Amtshandlung legte er Gesetzesentwürfe vor, die ihm die Gunst des Volkes sichern sollten. Getreide sollte einmal im Monat kostenlos abgegeben, anstatt zu niedrigem Preis verkauft werden. Außerdem wurde das jedem Magistrat nach der Lex Aelia Fufia zustehende Recht abgeschafft, an einem bestimmten Tag das Omen zu befragen und – falls dieses ungünstig ausfiel –  die Comitien und damit die dort anstehenden Wahlen oder Abstimmungen abzusagen. Mit dieser Methode hatte Marcus Calpurnius Bibulus, Caesars optimatischer Kollege im Konsulat, im Jahr zuvor vergeblich versucht, dessen populare Gesetzesvorhaben zu torpedieren. Die Collegien – Berufs- und Kultvereine von Handwerkern – wurden wieder zugelassen, und den Censoren wurde es untersagt, Bürger aus dem Senat auszuschließen oder zu bestrafen, bis sie öffentlich angeklagt und verurteilt waren.
Clodius fand zudem Wege, seine optimatischen Gegner Cicero und Cato auszuschalten. Letzterer wurde als quaestor pro praetore nach Zypern gesandt, um die Insel und den königlichen Schatz zu übernehmen. Cicero warf er vor, er habe Catilina ohne ordentliches Gerichtsverfahren durch den Senat zum Tode verurteilen lassen. Er brachte die erkennbar gegen Cicero gerichtete lex de capite civis Romani in die Volksversammlung ein. Noch vor deren Verabschiedung ging Cicero Anfang März ins Exil, was er erst später als Fehler erkannte. Die Mitte oder Ende März eingebrachte lex de exilio Ciceronis, die Ende April gebilligt wurde, ächtete Cicero aufgrund der angeblichen Protokollierung eines gefälschten Senatsbeschlusses sowie der Veranlassung, römische Bürger ohne Anklage hinrichten zu lassen. Ciceros Besitz wurde auf Clodius’ Anweisung konfisziert, sein Haus auf dem Palatin niedergebrannt, das Grundstück zur Auktion ausgeschrieben, welches Clodius dann über einen Strohmann erwarb. Nach der Abreise Caesars nach Gallien wollte Clodius, gestützt auf seine Beliebtheit beim Volk und gewaltbereite Unterstützer, weiterhin eine eigenständige Politik betreiben.

### Straßenterror und gewaltsamer Tod
Im Jahr 57 v. Chr. schlug einer der Tribunen die Rückkehr Ciceros vor. Clodius suchte die Zustimmung zu diesem Dekret zu hintertreiben. Doch Titus Annius Milo vereitelte sein Vorhaben, indem er eine ausreichend große bewaffnete Bande zusammenbrachte, der es gelang, Clodius in Schach zu halten. Am 4. August 57 v. Chr. wurde der Bann gegen Cicero aufgehoben, dieser kehrte zurück nach Rom. Clodius attackierte daraufhin die Arbeiter, die Ciceros Haus auf öffentliche Kosten wiederaufbauten, griff Cicero auf offener Straße an und setzte das Haus seines Bruders Quintus Tullius Cicero in Brand.
Für das Jahr 56 v. Chr. wurde Clodius zum curulischen Aedil gewählt, der eigentlich für die öffentliche Ordnung in Rom zu sorgen hatte. Er selbst störte diese Ordnung jedoch empfindlich mithilfe bewaffneter Banden, die in seinem Dienst standen und Druck auf seine politischen Gegner ausübten. Zugleich klagte er Milo wegen öffentlicher Gewalt (de vi) an, weil dieser es gewagt hatte, sein Haus gegen Clodius’ Attacken zu verteidigen. Auch im Jahr 53 v. Chr., als Milo Kandidat für das Konsulat und Clodius für die Praetur kandidierten, scharten beide Rivalen bewaffnete Mannschaften um sich. Als sie am 18. Januar 52 auf der Via Appia bei Bovillae aufeinander trafen, brachen Kämpfe aus, bei denen Clodius erschlagen wurde. Seine Leiche wurde von seinen Anhängern in die Curia Hostilia, den Sitzungssaal des Senats, geschafft und mit dieser verbrannt.

## Clodius im historischen Urteil
In der historischen Forschung ist bis heute umstritten, ob Clodius in seinem Kampf gegen die Optimaten ein ernstzunehmendes politisches Anliegen hatte oder ob er lediglich ein politisierender Rowdy war, der „Prototyp des prinzipienlosen Agitators, ein Schmarotzer“, wie der Historiker Luciano Canfora meint. Besonders erschwert wird die Einschätzung von Clodius’ Person und Politik durch die Quellensituation, da nahezu alle zeitgenössischen Berichte über ihn von seinem Erzfeind Cicero stammen. Unstrittig ist, dass er die Straßengewalt als Mittel der stadtrömischen Politik in einer Weise steigerte, die die Krise des römischen Staates verschärfte und wenige Jahre nach seinem Tod zu dem Bürgerkrieg führte, in dem die Republik endgültig unterging.